# 0-е годы до н. э.
0-е (нулевы́е) го́ды до на́шей э́ры по юлианскому календарю — промежуток времени с 1 января 9 года до н. э. по 31 декабря 1 года до н. э., включающий с 9 по 1 годы 10-го десятилетия I века 1-го тысячелетия до н. э. Им предшествовали 10-е годы до н. э., за ними следовали 0-е годы нашей эры. Они закончились 2025 лет назад.

## Важнейшие события
- По библейской заповеди — рождение Иисуса Христа, начало христианской эры.
- Конец I века — Префект Египта Элий Галл предпринимает экспедицию в Южную Аравию. Борьба с пиратами на Красном море. Римляне дошли до Мариабы.
- Конец I века — Заговор 6000 фарисеев против Ирода. Расправа Ирода с оппозицией. Истребление рода Хасмонеев и казнь Мариамны[1].
- Конец I века — Царь Парфии Фраат посылает четырёх сыновей с семьями в Рим.
- Последние годы I века — подчинение Римом Мёзии.
- Вторая половина 1 тысячелетия — Движение в Индокитай племён тибето-бирманской группы с северо-запада и племён группы таи и протовьетнамцев с севера и северо-востока.
- Вторая половина 1 тысячелетия — Культура Сан-Августин (Колумбия).
- Конец 1 тысячелетия до н. э. — начало 1 тысячелетия н. э. — Народы банту начали пересекать Замбези и проникать на территорию современного Зимбабве, населённую народом сан.
- 4 год до н. э. — смерть Ирода Великого, царя Иудеи.